# Patrick McLain
Patrick S. McLain (Eau Claire, 28 augustus 1988) is een Amerikaans voetballer die dienstdoet als doelman. In 2015 verruilde hij Orange County Blues voor Sacramento Republic.

## Clubcarrière
McLain tekende in 2012 bij Major League Soccer club Chivas USA. Hij maakte zijn debuut op 5 mei 2013 als invaller tegen Sporting Kansas City nadat eerste doelman Dan Kennedy een rode kaart had ontvangen. Kennedy miste daardoor ook de opeenvolgende wedstrijd tegen Portland Timbers waardoor McLain in die wedstrijd in de basis mocht beginnen. Op 21 november 2013 werd McLain van zijn contract bij Chivas USA ontbonden. Op 7 maart 2014 tekende hij bij de Orange County Blues uit de USL Pro. Na vijftien wedstrijden bij Orange County tekende hij op 17 februari 2015 bij Sacramento Republic.